# Serrasalmus nalseni
Serrasalmus nalseni ist eine Sägesalmlerart aus dem tropischen Südamerika. Das ursprüngliche Typusmaterial gilt als verschollen, 2009 wurde die Art neu beschrieben und ein Neotypus bestimmt.

## Merkmale
Serrasalmus nalseni ist ein hochrückiger, etwas robuster Sägesalmler mit sehr kurzer Schnauze und relativ großen Augen, der eine maximale Länge von 12,6 cm SL erreichen kann. Die Körperform ist rautenförmig und ähnelt anderen kräftig gebauten Sägesalmlern wie zum Beispiel Serrasalmus manueli, Serrasalmus medinai und Serrasalmus neveriensis. Die Körperfarbe ist metallisch silbrig grünlich mit rötlicher Tönung zum Bauchbereich hin und über die Brust- und Bauchflossen sowie Afterflosse. Auf dem Körper, insbesondere an den Seiten des Rückens, befinden sich zahlreiche dunkle Flecken. Die Rückenflosse (Dorsale) ist fast schwarz. An der Basis der Afterflosse befindet sich ein dunkles Band. Die Fettflosse ist bis auf den hinteren Rand schwarz. Fast die gesamte Schwanzflosse (Caudale) wird zum Schwanzstiel hin von einem sehr breiten dunklen Band bedeckt. Die Iris ist silbrig gelblich, durch das Auge verläuft ein vertikales dunkles Band.
Serrasalmus nalseni hat 37 bis 38 Wirbel. Die Schuppen sind klein und zahlreich, entlang der Seitenlinie befinden sich 80 bis 82 durchbohrte Schuppen. Die Anzahl Abdominalzähne (Serrae) vor dem Beginn der Bauchflossen (prepelvic serrae) ist 24 bis 25, die Anzahl nach dem Beginn (postpelvic serrae) 8 bis 10. Präanale und prädorsale Stachelstrahlen sind vorhanden. Die 23 bis 24 Kiemenreusendornen sind kurz und an der Basis breit. Praemaxillare und Dentale sind mit kräftigen, scharfen Zähnen besetzt. Die Zähne sind dreispitzig, die mittlere Spitze ist am besten entwickelt. Wie bei anderen Arten sitzen die Zähne in einer Reihe. Das Ectopterygoid ist mit wenigen (3 bis 4, selten 5) stumpfen Zähnen besetzt.

## Verbreitung
Die Beschreibung basiert auf zwei im venezolanischen Fluss Río Uracoa (Bundesstaat Monagas) gefangenen Exemplaren. Bis jetzt ist die Art nur aus den Morichales, einer Landschaft mit Moriche-Palmen in Venezuela, bekannt. Dort kommt sie im Río Morichal Largo, Río Tabasca und Río Uracoa vor, die in den Bundesstaaten Anzoategui und Monagas in das Orinoco-Delta münden.

## Forschungsgeschichte
Serrasalmus nalseni ist eine der von Augustín Fernández-Yépez beschriebenen „Caribe“ Arten, die lange als fraglich oder synonym mit bereits beschriebenen, gültigen Arten angesehen wurden. Machado-Allison und Fink (1996) wiesen darauf hin, dass das Typusmaterial unauffindbar sei und akzeptierten die Art vorläufig, bis aus dem Río Uracoa oder dem Río Morichal Largo, aus denen die Art erstbeschrieben wurde, neue Exemplare vorliegen. 2009 beschrieben Machado-Allison et al. deshalb die Art mit in den genannten Flüssen gesammelten Exemplaren neu.